# Али аль-Булеахи
Али аль-Булеахи (араб. علي آل بليهي‎, 21 ноября 1989) — саудовский футболист, защитник клуба «Аль-Хиляль» и сборной Саудовской Аравии.

## Клубная карьера
Али аль-Булеахи начинал свою футбольную карьеру в саудовском клубе «Аль-Букирия». В 2014 году он перешёл в «Аль-Нахду». С 2015 года он выступал за «Аль-Фатех». 20 августа того же года аль-Булеахи дебютировал в саудовской Про-лиге, выйдя на замену в середине первого тайма гостевого матча против «Аль-Халиджа». 3 декабря 2016 года он забил свой первый гол в рамках Про-лиги, сравняв счёт в домашней игре с «Аль-Вахдой».
Летом 2017 года Али аль-Булеахи перешёл в саудовский «Аль-Хиляль».

## Карьера в сборной
15 мая 2018 года Али аль-Булеахи дебютировал в составе сборной Саудовской Аравии в товарищеской игре против команды Греции, выйдя на замену в середине второго тайма.

## Достижения
«Аль-Хиляль»
- Чемпион Саудовской Аравии (1): 2017/18

## Статистика выступлений

### В сборной
| Матчи и голы Али аль-Булеахи за сборную Саудовской Аравии | Матчи и голы Али аль-Булеахи за сборную Саудовской Аравии | Матчи и голы Али аль-Булеахи за сборную Саудовской Аравии | Матчи и голы Али аль-Булеахи за сборную Саудовской Аравии | Матчи и голы Али аль-Булеахи за сборную Саудовской Аравии | Матчи и голы Али аль-Булеахи за сборную Саудовской Аравии | Матчи и голы Али аль-Булеахи за сборную Саудовской Аравии |
| №                                                         | Дата                                                      | Место проведения                                          | Соперник                                                  | Счёт                                                      | Голы                                                      | Соревнование                                              |
| --------------------------------------------------------- | --------------------------------------------------------- | --------------------------------------------------------- | --------------------------------------------------------- | --------------------------------------------------------- | --------------------------------------------------------- | --------------------------------------------------------- |
| 1                                                         | 15 мая 2018                                               | Олимпийский стадион, Севилья                              | Греция                                                    | 2:0                                                       | —                                                         | товарищ.                                                  |
| 2                                                         | 28 мая 2018                                               | аФГ Арена, Санкт-Галлен                                   | Италия                                                    | 1:2                                                       | —                                                         | товарищ.                                                  |
| 3                                                         | 3 июня 2018                                               | аФГ Арена, Санкт-Галлен                                   | Перу                                                      | 0:3                                                       | —                                                         | товарищ.                                                  |
| 4                                                         | 8 июня 2018                                               | Бай-Арена, Леверкузен                                     | Германия                                                  | 1:2                                                       | —                                                         | товарищ.                                                  |

Итого: 4 матча / 0 голов; ksa-team.com Архивная копия от 12 июня 2018 на Wayback Machine.